# Škoda Octavia (1959)
La Škoda Octavia è una vettura utilitaria prodotta dalla casa automobilistica cecoslovacca Škoda Auto nei propri impianti di Mladá Boleslav dal 1959 al 1971 in un totale di 365.379 esemplari.

## Contesto
La vettura venne presentata nel gennaio del 1959 con il nome femminile di Octavia secondo una vecchia tradizione anteguerra della Škoda.

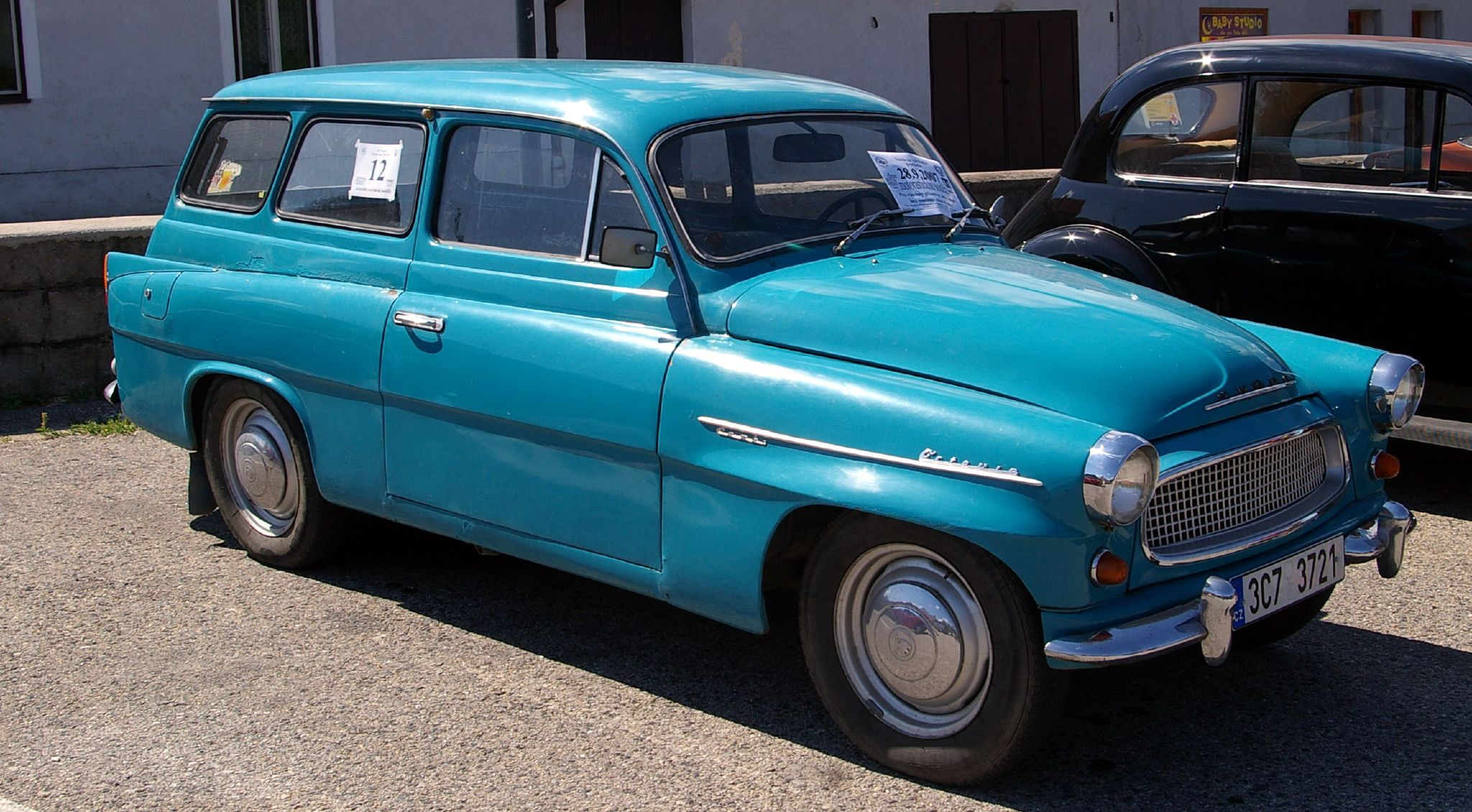
La versione giardiniera

La vettura succedeva alla vecchia Škoda 440 di cui manteneva l'impostazione tecnica generale; era stato ridisegnato il frontale e le sospensioni anteriori a molle e con ammortizzatori telescopici.
Le berline vennero prodotte fino al 1969, in numeri ridotti anche dopo la presentazione del nuovo modello Škoda 1000 MB avvenuta nel 1964. Nel 1961 venne prodotta una versione giardiniera che rimase in produzione fino al 1971. Dalla Octavia derivò la Felicia, una cabriolet sportiva prodotta sempre dal 1959 al 1969.
Il nome Octavia venne riutilizzato nel 1996 per designare la nuova berlina di livello superiore Škoda Octavia.
La configurazione era con motore anteriore e trazione posteriore, i freni erano a tamburo sulle quattro ruote mentre il cambio era a 4 rapporti più retromarcia con comando al volante.
Sia la versione berlina che quella familiare erano dotate di solo 2 porte e potevano ospitare 4 persone.
Le autovetture montavano un motore da 1089 cm³ che sviluppava la potenza di 40 CV, (più tardi elevata a 50 CV), e uno da 1221 cm³ con potenze tra 34 e 41 CV a seconda della versione. Le station wagon montavano invece solo la versione da 1,2 litri. Le massime velocità raggiunte, in base al modello, erano di 110-130 km/h.